# 根端分裂組織

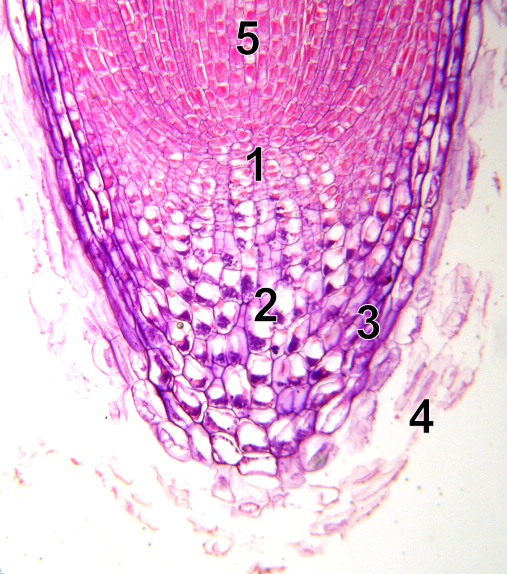
1. 根端の縦断面: 1 = 根端分裂組織、2–4 = 根冠 (4は剥離した細胞)、5 = 前形成層

根端分裂組織 (こんたんぶんれつそしき、root apical meristems, RAM) は、維管束植物 (広義のシダ植物、種子植物) の根の先端付近に存在する分裂組織であり、盛んに細胞分裂を行って根の先端成長を司っている。根端分裂組織はふつう多数の始原細胞からなるが、大葉シダ類では1個の頂端細胞からなる。根端分裂組織は先端側に形成した根冠によって覆われており (図1)、この点で茎の先端に存在するシュート頂分裂組織とは異なる。根端分裂組織は基部側に根となる細胞を送り出し、外側から中心に向かって前表皮、基本分裂組織、前形成を形成、これが表皮、皮層、中心柱へと分化していく。根が分枝する際には、ふつう根端からやや離れた部分の維管束付近に新たな根端分裂組織が形成され、これが側方へ伸長して新たな根となる。

## 構造

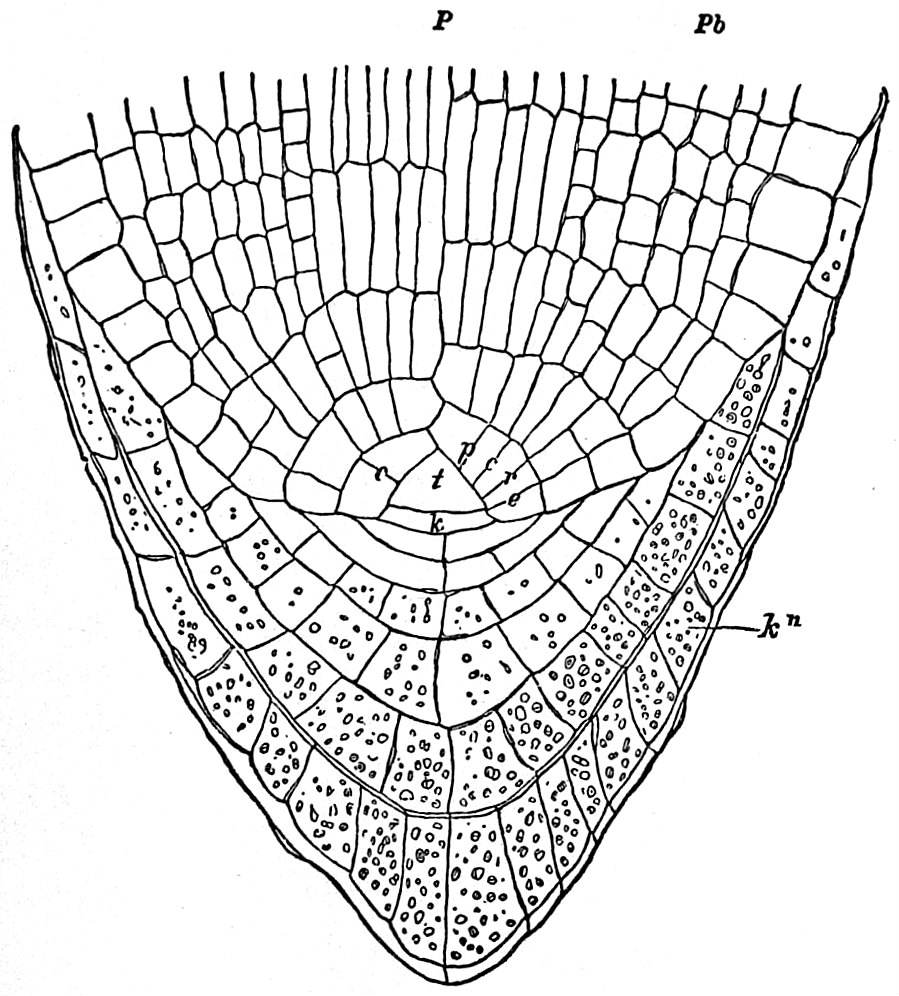
2. オオバノイノモトソウ (ウラボシ亜綱) の根端縦断面: 中央に1個の頂端細胞 (t) が存在する。

多くの維管束植物では、根端分裂組織は多数の始原細胞 (initial) からなる (図1)。一方、大葉シダ類では、中心に明瞭な四面体の頂端細胞 (apical cell) が1個存在する (図2)。この特徴は、このグループのシュート頂分裂組織にも見られる。いずれの場合も、根端分裂組織の先端側は根冠 (root cap) とよばれる組織によって覆われている。
根冠との境界および層状構造が明瞭な根端分裂組織は、閉鎖型 (closed type) とよばれる。このような根端分裂組織では、これを構成する細胞層と、作り出される組織 (根冠、表皮、皮層、中心柱) との対応関係が明瞭である。一方、根冠との境界や層状構造が不明瞭な根端分裂組織は、開放型 (open type) とよばれる。このような根端分裂組織では、共通の細胞群から異なる組織が形成される。閉鎖型はトウモロコシ (イネ科) やシロイヌナズナ (アブラナ科) など、開放型はタマネギ (ヒガンバナ科) やソラマメ (マメ科) などに見られる。また閉鎖型と開放型の中間的な型 (intermediate) が認識されることもある。
根端分裂組織の中心部には、細胞分裂をほとんど行わない細胞群が存在することが知られており、このような細胞群は静止中心 (quiescent center) とよばれる。静止中心は、根端分裂組織の細胞が分化しないように (分裂組織としての機能を保つように) 制御していると考えられている。また、根端分裂組織に傷害が生じると静止中心は分裂能を回復し、その修復を行う。静止中心を取り囲む領域では活発に細胞分裂が起こっており、前分裂組織 (promeristem) ともよばれる。

## 組織形成
根端分裂組織は盛んに細胞分裂を行い、先端側 (遠位、distal) に根冠の細胞を、基部側 (proximal) に根の本体になる細胞を作り出している。
根冠は土壌と接しており、根の伸長に伴って外側から剥離していくが、根端分裂組織から常に新たな根冠細胞が供給されるため、根冠は一定の大きさを保っている。根端分裂組織に接し、根冠のみを生ずる領域が明瞭な場合、原根冠 (calyptrogen) とよばれる。
根端分裂組織から基部側 (茎側) に形成された細胞群は、外側から前表皮 (protoderm)、基本分裂組織 (ground meristem)、前形成層 (procambium) からなる（上図3a）。これらを構成する細胞は根端分裂組織から遠ざかるに従って分化していき、それぞれ表皮、皮層、中心柱になる。根の先端部分は、このような細胞の分化度合い応じて、根端分裂組織が存在し細胞数が増加する分裂帯 (細胞分裂帯, meristematic zone)、細胞が拡大伸長する伸長帯 (elongation zone)、分化が進行・完了し成熟した細胞からなる成熟帯 (maturation zone; 分化帯 differentiation zone) に大まかに分けられる（上図3b）。

## 分枝

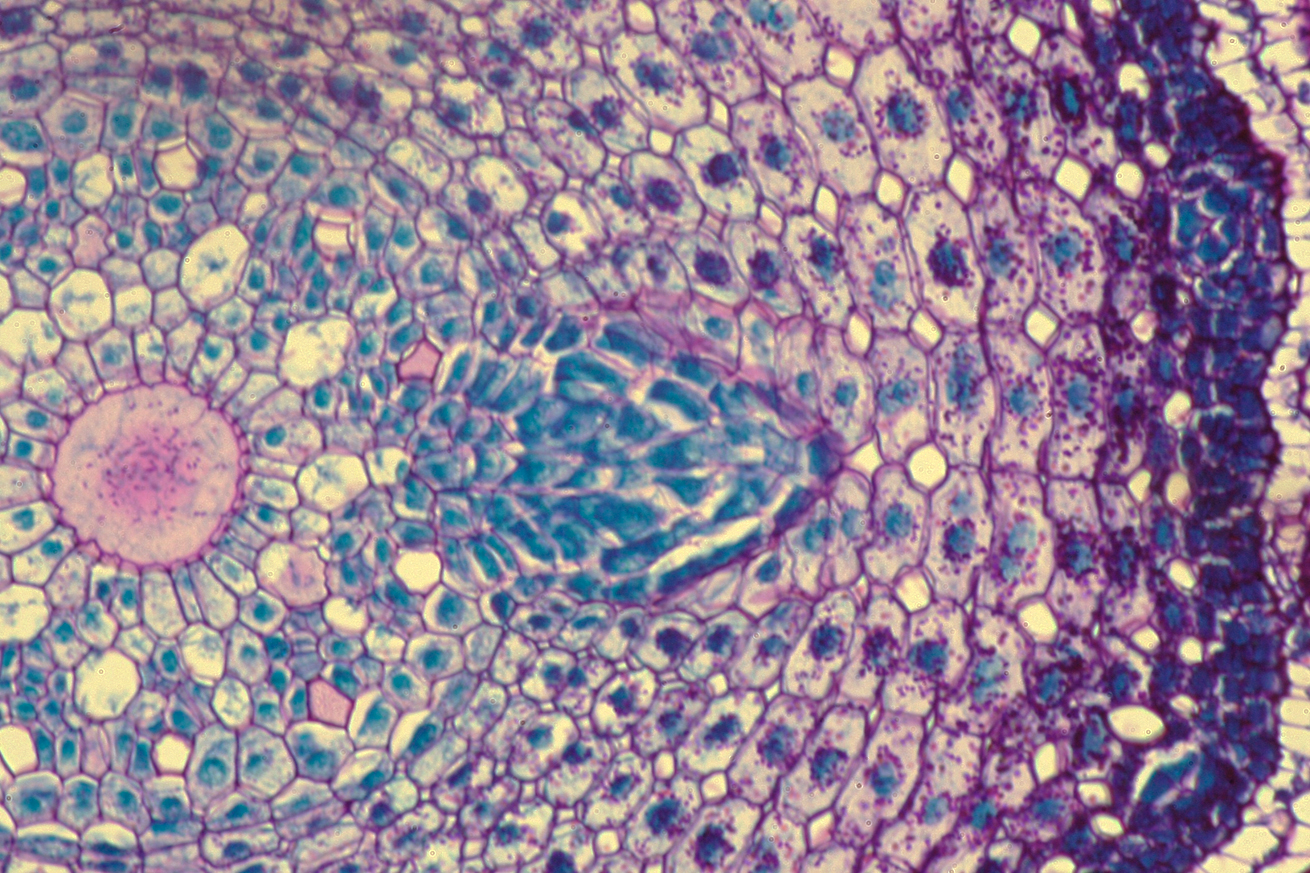
4. セイヨウオモダカ（オモダカ科）の根の横断面: 内鞘付近から新たな根端分裂組織が生じ、外側（右側）へ成長している。

多くの維管束植物では、根端からかなり離れた部分で、内皮または中心柱の内鞘に側根の原基が形成される（図4）。この原基は皮層や表皮をつき破って側根となる。そのため、根の分枝は側方分枝であり、かつ内生分枝である。このように根の分枝は根端分裂組織とは関わっておらず、頂端分裂組織付近で新たな側枝の原基が外生的に形成されるシュート頂分裂組織とは大きく異なっている。
ただしヒカゲノカズラ植物では、頂端分裂組織が二分し、それぞれが新たな根として伸長する。つまり根の分枝は二又分枝であり、外生的である点で、他の維管束植物とは大きく異なっている。このような違いは、両者の根が独立に起源したことによるものであると考えられている。